# Sydney Super Dome
Sydney Super Dome (hiện được gọi là Qudos Bank Arena) là một nhà thi đấu đa năng nằm ở Sydney, Úc. Nhà thi đấu nằm trong Công viên Olympic Sydney. Nhà thi đấu được khánh thành vào năm 1999 để phục vụ cho Thế vận hội Mùa hè 2000.
Sydney Super Dome được xây dựng với chi phí 190 triệu đô la Úc. Nhà thi đấu này được thiết kế bởi COX Architecture & Devine deFlon Yaeger, và được xây dựng bởi Abigroup và Obayashi Corporation. Nhà thi đấu chính thức được khánh thành vào tháng 11 năm 1999 bởi Thủ hiến New South Wales lúc đó là Bob Carr.
Nhà thi đấu có sức chứa tối đa là 21.032 người với cấu hình toàn chỗ ngồi là khoảng 18.200 người, khiến Super Dome trở thành nhà thi đấu thể thao và giải trí lớn nhất ở Úc.